# La Colère des tendres
La Colère des tendres est un roman de Jean-Pierre Bastid publié en 2009 aux éditions Le Temps des cerises.

## Résumé
Louise Fourcade, prisonnière politique [Quand ?] [Où ?], bénéficie d'une permission de sortie exceptionnelle pour l'enterrement de son père. C'est là qu'elle retrouve sa sœur Sandra, la seule personne de la famille à la comprendre.
Une célébration de la révolte sans laquelle la révolution est impossible.